# Ivánbattyán
Ivánbattyán (németül: Iwanbottian) község Baranya vármegyében, a Siklósi járásban.

## Fekvése
Villánytól északnyugatra helyezkedik el, a Villányi-hegység északnyugati részén.
A szomszédos települések: észak felől Kiskassa, északkelet felől Nagybudmér, kelet felől Kisbudmér, délkelet felől Kisjakabfalva, dél felől Villánykövesd, nyugat felől pedig Palkonya.

### Megközelítése
Zsáktelepülés, csak közúton érhető el, Palkonyán vagy Villánykövesden keresztül, az 5707-es útból kiágazó 57 116-os számú mellékúton.

## Története
Ivánbattyán (Iván) nevét az oklevelek 1332-ben említették először, Iwanként. 1340-ben Iuannak írták nevét. A Szent-trinitás monostor faluja. 1335-ben Óvári Miklós a szomszédság jogán tiltakozott az ellen, hogy [nagybátyja] Siklósi Péter elidegenítse Orrus Miklósnak. 1340-ben ugyanő testvérével együtt tiltotta nagybátyját Siklósi Pétert és fiait, hogy monostoruk birtokát, Ivánt zálogba adják Bok Péter fiainak, Wernelnek és Máténak, valamint Vok Jakab fia Miklósnak. 1333-ban papja 8, 1334-ben 12, 1335-ben 5 báni pápai tizedet fizetett.

## Közélete

### Polgármesterei
- 1990–1994: Keresztes László (független)[4]
- 1994–1998: Keresztes László (független)[5]
- 1998–2002: Keresztes László (független)[6]
- 2002–2006: Keresztes László (független)[7]
- 2006–2010: Czigler Regina (független)[8]
- 2010–2014: Czigler Regina (független)[9]
- 2014–2019: Czigler Regina (független)[10]
- 2019–2024: Czigler Regina (független)[11]
- 2024– : Czigler Regina (független)[1]

## Népesség
A település népességének változása:
| Lakosok száma | 119  | 127  | 123  | 124  | 120  | 97   | 101  | 100  |
|               | 2013 | 2014 | 2015 | 2019 | 2021 | 2022 | 2023 | 2024 |

A 2011-es népszámlálás során a lakosok 94,1%-a magyarnak, 0,8% cigánynak, 0,8% horvátnak, 21,8% németnek, 0,8% ruszinnak mondta magát (5% nem nyilatkozott; a kettős identitások miatt a végösszeg nagyobb lehet 100%-nál). A vallási megoszlás a következő volt: római katolikus 53,8%, református 7,6%, görögkatolikus 1,7%, felekezeten kívüli 13,4% (21,8% nem nyilatkozott).
2022-ben a lakosság 82,5%-a vallotta magát magyarnak, 38,1% németnek, 1% cigánynak, 1% egyéb, nem hazai nemzetiségűnek (11,3% nem nyilatkozott; a kettős identitások miatt a végösszeg nagyobb lehet 100%-nál). Vallásuk szerint 36,1% volt római katolikus, 5,2% református, 2,1% egyéb katolikus, 10,3% felekezeten kívüli (46,4% nem válaszolt).

## Nevezetességei
- Német tájház – régi sváb bútordarabok, ruhák, eszközök tekinthetők itt meg
- Battyán Vendégház

## Híres ivánbattyániak
- Burgert Róbert mezőgazdasági mérnök, a mezőgazdasági tudományok doktora, állami díjas.